# Hubert Girault
Hubert Girault (nascido em 13 de fevereiro de 1957 em Saint-Maur-des Fossés, França) é um químico suíço e professor da École Polytechnique Fédérale de Lausanne. É diretor do Laboratório de Eletroquímica-Física e Analítica, com especialização em eletroquímica em soft-interfaces, técnicas lab-on-a-chip, química bio-analítica e espectrometria de massa, artifical water splitting, redução de CO2 e redox flow batteries.

Professor Girault é autor de mais de 500 publicações científicas, com mais de 15.000 citations, e um h-index de 63. Também é autor de um livro intitulado "Electrochimie: Physique et Analytique", publicado em Inglês como "Analytical and Physical Electrochemistry". Professor Girault é um inventor de mais de 17 patentes (incluindo o desenvolvimento de ESTASI método de ionização). Além de seu papel como professor na EPFL, é professor adjunto no Centro de Pesquisa em Engenharia de Instrumentos Científicos Inovadores, Ministério da Educação da China, Fudan University, em Xangai. Foi professor visitante na ENS Cachan (Paris, França), Universidade Fudan (China), Universidade de Kyoto (Japão), Universidade de Pequim (China) e Universidade de Xiamen (China).

## Carreira Academica
Hubert Girault obteve o seu diploma de Engenharia em Engenharia Química pelo Instituto de Tecnologia de Grenoble em 1979. Três anos depois, em 1982, completou a sua tese de doutoramento, intitulada "Estudos Interfaciais utilizando técnicas de processamento de imagens de gota, na University of Southampton, Inglaterra. De 1982 a 1985, trabalhou como investigador de pós-doutoramento na Universidade de Southampton, antes de se tornar Professor de Físico Química na Universidade de Edimburgo. Em 1992, tornou-se Professor de Físico Química na École Polytechnique Fédérale de Lausanne (EPFL), onde continua a lecionar. Ele também é o fundador e diretor do Laboratório Laboratoire d’Electrochimie Physique et Analytique.Serviu duas vezes como o presidente do departamento da química, agora chamado instituto da ciência química e da engenharia (ISIC) nos anos de 1995-1997 e 2004-2008. Ele também trabalhou duas vezes como Chefe da Comissão de Ensino de Química responsável pela educação em Química e Engenharia Química na EPFL, agora chamada Seção de Química e Engenharia Química nos anos de 1997-1999 e 2001-2004.
Foi Diretor do Programa de Doutorado em Química da EPFL nos anos de 1999-2000. Durante o período de 2011 a 2014, foi Decano de Bacharelado e Mestrado na EPFL e supervisionou uma reforma abrangente de ensino, com a definição de novos currículos a partir de Setembro de 2013. Estas mudanças incluíram a introdução de um novo currículo de primeiro ano com dois terços de cursos comuns para todas as seções científicas e de engenharia. Também inclui um novo currículo de bacharelado que integra mais estreitamente palestras, exercícios e laboratórios práticos. Foi envolvido em uma revisão grande dos programas mestres e da introdução de MOOCs para cursos específicos. Como decano, introduziu medidas para melhorar o controlo de qualidade da educação, nomeadamente criando, para cada secção, uma comissão académica responsável pela auditoria anual de todos os programas. Ele também preside os diferentes comitês de admissão, tanto nos níveis de Bacharelado e Mestrado.
Durante sua carreira, supervisionou mais de 60 alunos de doutorado (+ 10 em andamento) e formou muitos bolsistas de pós-doutorado. 25 ex-doutorandos e pós-docs são agora professores no Canadá, China, Dinamarca, França, Irlanda, Japão, Coreia do Sul, Singapura, Reino Unido e Estados Unidos da América. A educação tem sido uma parte importante de suas atividades, e suas anotações de palestras formaram a base de um livro intitulado: "Electrochimie Physique et Analytique" (agora na terceira edição) e traduzido em Inglês "Analytical and Physical Electrochemistry".

O professor Hubert Girault sempre teve interesse na publicação científica. Entre 1996 e 2001, foi editor associado do Journal of Electroanalytical Chemistry, que na época era um dos principais periódicos de referência no campo. É também o Vice-Presidente das Prensas Politécnicas e Universitários Romandes.  Ele já atuou em muitos editoriais e agora está atuando como Editor Associado de Ciência Química (Royal Society of Chemistry). Hubert Girault foi presidente da divisão de eletroquímica da EUCHEMS (2008-2010), e foi presidente da reunião anual da Sociedade Internacional de Eletroquímica, Lausanne 2014.

## Companhias fundadas
O Prof. Hubert Girault foi o fundador de 3 empresas:
- Dydropp (1982, dissolvido em 1986) ativo na produção de unidades de digitalização de vídeo para medições de tensão superficial,
- Ecosse Sensors (1990, agora parte de Inverness Medical Technologies, EUA) ativo na produção de eletrodos de carbono laser foto-ablated para detecção de metais pesados,
- DiagnoSwiss (1999) agora ativo na produção de sistemas de imunoensaio rápido.

## Reconhecimento
O trabalho de Girault foi citado mais de 15.000 vezes, dando-lhe um h-índice de 63 de acordo com a Web of Science (ou 20.000 e 75, correspondentemente de acordo com o Google Scholar). Em 2006, foi concedido a medalha de Faraday pela sociedade real de química.  No ano seguinte, ele foi nomeado Fellow da Sociedade Internacional de Eletroquímica. Ele foi posteriormente nomeado Fellow da Royal Society of Chemistry em 2009 (Ref). Recebeu o 111 Visiting Professorship Award do Ministério da Educação Chinês de 2008 a 2011. Em 2015, foi premiado com o Prêmio Reilley pela Sociedade Americana de Química Eletroanalítica. 

## Atividades de pesquisa atual

### Eletroquímica em soft interfaces
Hubert Girault está interessado na auto-montagem de espécies moleculares e nanopartículas  em interfaces líquido-líquido e realizar pesquisas fundamentais sobre eletroquímica em soft-interfaces. .